# ادیکیکرهسور
ادیکیکرهسور (به انگلیسی: Adikekerehosur) یک روستا در هند است که در کارناتاکا واقع شده‌است.